# Bruno Bruni (partigiano)
Bruno Bruni (Roma, 25 agosto 1923 – Monte San Giovanni in Sabina, 7 aprile 1944) è stato un partigiano italiano, medaglia d'oro al valor militare alla memoria.

## Biografia
Nel gennaio 1943 Bruno Bruni fu chiamato alle armi e mandato al Campo scuola paracadutisti di Tarquinia; di qui, nel giugno successivo, fu trasferito come guastatore al 17º Battaglione del Genio dove rimase sino all'8 settembre. Subito dopo l'armistizio, entrato nella Resistenza, combatté valorosamente nella formazione partigiana "Monte Soratte" (Brigata Autonoma Italiani), operante nel Reatino.
Durante la settimana di Pasqua del 1944, nel corso di un vasto rastrellamento effettuato da agguerrite unità tedesche tra Monte Acugliolo e Monte Tancia, la formazione comandata da Bruni fu accerchiata. Dopo furiosi combattimenti una parte dei partigiani riuscì a sganciarsi, grazie anche all'eroismo del comandante e di un manipolo di uomini che per nove ore resistettero all'avanzare dei tedeschi, sino a che non finirono le munizioni. Nella motivazione della ricompensa al valore si dice di Bruno Bruni che "[...] essendo egli stesso in procinto di essere catturato, roteando il fucile quale clava, con sublime fierezza si difese dai nemici che lo serravano più da presso, finché ripetutamente colpito, gloriosamente cadde".
Bruni, morente, fu finito a colpi di pistola alla nuca.